# Kunilingus
Kunilingus ili kunilinktus (lat. cunnus – vulva, stidnica + lingere – lizati) oralna je stimulacija vanjskog dijela ženskog spolnog organa radi postizanja orgazma. Kunilingus je vrsta oralnog seksa i jedan je od načina postizanja spolnog uzbuđenja kod žena za vrijeme spolnog odnosa, kako kod heteroseksualnih partnera (gdje muškarac vrši kunilinkciju svojoj partnerici), tako i kod istospolnih partnerica (gdje žena vrši kunilinkciju). Iako postoji više načina izvođenja kunilingusa, osnova su za njegovo izvođenje usta i jezik, kojima se podražuju vanjski dijelovi ženskih genitalija, prije svega klitoris (dražica).
Iako se kunilingus obično smatra jednim od načina spolnog zadovoljavanja istospolnih partnerica, ovu tehniku često primjenjuju i heteroseksualni partneri za vrijeme predigre. 
Poznato je da su tehniku kunilingusa prakticirale sve naprednije civilizacije iz antičkog vremena, što se može vidjeti na brojnim artefaktima. Naime, na umjetničkim djelima iz tog vremena (keramika, freske i slično) mogu se vidjeti slikovni prikazi parova u ljubavnoj igri, između ostalog i prikazi kunilingusa, kao jednog od načina vođenja ljubavne predigre u drevnoj Indiji, Južnoj Americi, Kini, Grčkoj ili Starom Rimu. Gotovo cijeli stari vijek pratila je slobodu misli i sloboda umjetničkog izraza koji je njegovao potpuno drugačije ideale od onih koje poznaje suvremeno društvo. U modernom zapadnom društvu uglavnom o kunilinktusu ne govori sasvim otvoreno i u mnogim društvenim sredinama smatra se tabuom. Tome je mnogo doprinio puritanski duh 19. stoljeća koji je okarakterizirao ove tehnike kao perverznost. Otvorenijim razgovorom o seksualnosti i njezinim problemima, bilo kroz medije (radio, televizija, novine), bilo kroz programe spolne edukacije (prije svega u školama), dolazi do razbijanja tabua, priznavanja oralnog seksa kao normalnog i kao sastavnog dijela spolnog odnosa. 

## Tehnika izvođenja
Sam čin kunilingusa izvodi se tako da se usnama i jezikom podražuju vanjski dijelovi ženskih genitalija, prije svega klitoris. 
Klitoris je najosjetljivija erogena zona kod gotovo svih žena i tijekom kuniligusa se najviše pažnje posvećuje njegovom podraživanju bilo sisanjem, nježnim grickanjem, nježnim, ali i jačim kretanjama jezikom (lupkanjem, vibriranje, glađenja i sl.). Dodatno kod većine žena dijeluje stimulirajuće kada partner ili partnerica istodobno prstima podražuje cijelo vaginalno područje, vanjske i unutarnje usne, prijelaz iz stidnice u rodnicu i područje oko analnog otvora, npr. penetriranjem, izazivajući pritisak i vibrirajućim ili masirajućim pokretima. Često par tek s vremenom pronalazi fine metode, koje su tijekom kunilingusa osobito ugodne ili nadražujuće za ženu, te se s upoznavanjem metoda i tehnika izvođenja, povećava i intenzitet doživljaja. Žene koje su ekstremno gipke imaju mogućnost samokunilingusa, pri čemu žena svojim jezikom i usnama podražuje vlastite genitalije (autocunnilingus, od grč. αυτος; autós – sam).

## Kulturološki trendovi
Kunilingus, koji je tradicionalno bio bitan prije svega u lezbijskoj ljubavi, danas, od kad se ravnopravnost spolova protegla i na seksualnost, vrlo često koriste i heteroseksualni parovi jer je neophodnost takvih seksualnih aktivnosti koje će zadovoljiti oba partnera, sve očitiji. 
Istovremeno, sve je vidljivija promjena trenda seksualnih aktivnosti. Pored toga, kako se obraća veća pažnja potrebama žena koje su uglavnom do duboko u 20. stoljeće bile u zapadnoj Europi potpuno zanemarivane (bračna obaveza), ove aktivnosti demonstriraju promjenu odnosa oba spola prema vlastitom tijelu i tijelu partnera. Sa seksualnosti se sve više uklanjaju tabui. Znatiželja prema drugom postaje značajan sastavni dio spolnih odnosa, a oslobađa se kreativni potencijal. Prije svega, kunilingus se kod mlađih generacija etablira kao sastavni dio seksualnog života.
Ovakav razvoj ponašanja može se povezati prije svega uz suvremeno okretanje temama tijela, seksualnim željama, masivnom javnošću seksualnosti koja odgovara paradigmatiziranju ženskog uživanja. Prema procjeni Jean Clams iz Marc Bloch instituta, ova tematika dobiva prednost pred tradicionalnim objektima: seksualno i intimno je postalo središte socijalne komunikacije, čime se može smisleno objasniti aktualni društveni razvoj. Tijelo je vrlo dugo ostalo prva adresa socijalnog discipliniranja individue; danas se lako može opaziti de-determiniranje tijela socijalnim i obrnuto određenim socijalnim kroz libidoa tijela i njegov potencijal da uživa (Clam 2006.). To (relativno) pretjerano okretanje individua u postmodernom društvu seksualitetu kao superlativu užitka za muškarca i ženu treba vrednovati u ovim ukupnim društvenim međuovisnostima, a osim toga može se vrlo dobro prepoznati i u aktualnoj beletristici.

## Kontroverzije
U nekim društvima kunilingus se smatra nastranošću (perverzijom) i tabuom (zabranjenom temom). To su uglavnom ona društva u kojima je i sam razgovor o spolosti i njezinim problemima nedopušten, ili izaziva nelagodu ili osudu javnosti.
O tome govori činjenica da se prije nekoliko desetljeća smatrao isključivo »uslugom« koju su mogle pružiti prostitutke, no ne i dame, žene, djevojke. S druge strane, jedan od razloga zbog kojih muškarci i žene ne pristaju na kunilingus je što ga smatraju nehigijenskim.

## Galerija
- Édouard-Henri Avril, slika muškarca koji radi kunilingus
- Édouard-Henri Avril, slika žene koja radi kunilingus
- Édouard-Henri Avril, slika kunilingusa na orgijama

## Poveznice
- Oralni seks
- Felacija